# Speechless (Robin-Schulz-Lied)
Speechless (englisch für „Sprachlos“) ist ein Lied des deutschen DJs Robin Schulz, in Kooperation mit der finnischen Singer-Songwriterin Erika Sirola. Das Stück ist die erste Singleauskopplung aus Schulz’ viertem Studioalbum IIII.

## Entstehung und Artwork
Speechless wurde gemeinsam von Christopher Braide, Teemu Brunila, dem Produzententeam Junkx (bestehend aus: Dennis Bierbrodt, Stefan Dabruck, Jürgen Dohr und Guido Kramer) sowie Robin Schulz geschrieben. Die Produktion sowie die Programmierung erfolgte durch die Zusammenarbeit von Junkx und Schulz. Darüber hinaus zeichnete das Produzententeam um Junkx für die Abmischung des Liedes verantwortlich.
Auf dem Cover der Single ist lediglich – neben Künstlernamen und Liedtitel – das Gesicht von Schulz zu sehen. Während die Aufschrift weiß gehalten ist, ist das Coverbild selbst in lila, rot und orange gehalten, die Farben gehen fließend ineinander überein.

## Veröffentlichung und Promotion
Die Erstveröffentlichung von Speechless erfolgte unter den Musiklabels Tonspiel und Warner Music als Einzeldownload und -streaming am 16. November 2018. Verlegt wurde das Lied durch Clarkmusic, Peermusic und Sony/ATV Music Publishing. Am 14. Dezember 2018 erschien eine Remixversion des niederländischen DJ-Duos Lucas & Steve ebenfalls als Einzeltrack. Wiederum einen Monat später, am 11. Januar 2019, erschien mit Speechless (The Remixes) eine Remix-EP, die sechs Remixaufnahmen von namhaften DJs wie dem deutschen DJ-Duo Blank & Jones beinhaltet. Am 22. März 2019 erschien ein weiterer Remix als Einzeltrack. Dabei handelte es sich um einen Remix des niederländischen DJs MOTi. Auf der Nachfolge-Single All This Love ist die Originalversion zu Speechless als B-Seite enthalten. Am 26. Februar 2021 erschien Speechless letztlich als Teil von Schulz’ vierten Studioalbum IIII.
Remixversionen
- 2018: Speechless (Lucas & Steve Remix)
- 2019: Speechless (Blank & Jones WhatWeDoAtNight Remix)
- 2019: Speechless (Extended Mix)
- 2019: Speechless (Gil Glaze & Twenty Feet Down Remix)
- 2019: Speechless (MOTi Remix)
- 2019: Speechless (Nicolas Haelg Remix)
- 2019: Speechless (Quarterhead Remix)
- 2019: Speechless (Sini Remix)

## Inhalt
Der Liedtext zu Speechless ist in englischer Sprache gehalten und bedeutet ins Deutsche übersetzt so viel wie „Sprachlos“. Die Musik und der Text wurden gemeinsam von Christopher Braide, Teemu Brunila, Junkx sowie Robin Schulz geschrieben beziehungsweise komponiert. Musikalisch bewegt sich das Lied im Bereich des House, einer Stilrichtung der elektronischen Tanzmusik. Das Tempo beträgt 125 Schläge pro Minute. Inhaltlich befasst sich das Lied mit der Situation, wenn man das erste Mal einer Person begegnet, die einem die Sprache verschlägt – die Liebe auf den ersten Blick. Warner Music selbst spricht von der „Geschichte einer knisternden Begegnung“.
Aufgebaut ist das Lied auf zwei Strophen und einem Refrain. Es beginnt mit der ersten Strophe, auf die ein Pre-Chorus sowie schließlich der eigentliche Refrain folgt. Der gleiche Vorgang wiederholt sich mit der zweiten Strophe. Nach dem zweiten Refrain erfolgt ein sich wiedeholdender Post-Chorus, der aus Teilen des Refrains besteht. Das Lied endet mit einem Outro, das sich ebenfalls aus Teilen des Refrain zusammensetzt. Der Hauptgesang des Liedes stammt von der finnischen Singer-Songwriterin Erika Sirola, Schulz wirkt lediglich als DJ an dem Stück mit. Die Instrumentalisierung erfolgte durch Junkx und Schulz, die am Keyboard zu hören sind.
| “If you love me, then say you love me. And you are mine. Hey come on darling, stop the hiding. Speak your mind. Woah, I loved you, but you left me speechless. Say if you love me, then say you love me. And you are mine.” – Refrain, Originalauszug | „Wenn du mich liebst, dann sag, dass du mich liebst. Und du gehörst zu mir. Hey Liebling komm schon, beende das Versteckspiel. Vertrete deine Meinung. Woah, ich habe dich geliebt, aber du hast mich wortlos verlassen. Sag wenn du mich liebst, dann sag, dass du mich liebst. Und du gehörst zu mir.“ – Refrain, Übersetzung |

## Musikvideo
Das Musikvideo zu Speechless wurde in einem Straßenrestaurant in Mumbai gedreht und feierte am 16. November 2018 auf YouTube seine Premiere. Zu sehen ist die Geschichte des jungen Inders Raahi (gespielt von Rohit Mehra), der als Kassierer in einem Straßenrestaurant arbeitet und sich während einer Schicht in die junge Kundin Lyla (gespielt von Alexandra Tischenko) verliebt. Zunächst gibt Lyla eine Bestellung bei Raahi auf und begibt sich mit dieser zu Tisch. Während der nächste Kunde eine Bestellung aufgeben will, hat Raahi nur noch Augen für Lyla. Nachdem er sie einige Sekunden anstarrt, klettert er auf die Theke und versucht ihre Aufmerksamkeit mit Zaubertricks zu erregen. Die Aufmerksamkeitsversuche bleiben erfolglos, stattdessen packt Lyla ihre Kopfhörer aus und schottet sich komplett ab. Nach einem weiteren erfolglosen Zaubertrick, erhält Raahi die Mithilfe einiger Gäste. Diese heben ihn von der Theke und beginnen mit ihm zusammen zu tanzen. Nun wird Lyla auf Raahi aufmerksam. Nach einigen kritischen Blicken beginnt Lyla zu staunen und schließlich schafft es Raahi mit seinem Tanz, sie zum Lachen zu bringen. Plötzlich taucht jedoch ein Hubschrauber sowie zwei superheldenähnlich gekleideten Personen über Lyla auf. Einer der zwei Superhelden hat ein Telefon dabei, mit diesem empfängt Lyla ein Telefonat. Im Anschluss an das kurze Gespräch klettert sie die Hängeleiter des Hubschraubers hinauf und zwinkert Raahi zum Abschied zu. Das Video endet mit Raahi und den Gästen des Restaurants, die erstaunt dem Hubschrauber hinterherschauen. Raahi winkt, auf einem Pferd sitzend, Lyla traurig hinterher. Während des Videos ist Schulz in zwei Rollen zu sehen. Zunächst sieht man Schulz zu Beginn als Chefkoch, gegen Ende sitzt er als Tourist im Restaurant. Die Gesamtlänge des Videos beträgt 3:38 Minuten. Regie führte wie schon bei Shed a Light erneut Mario Clement. Bis Juni 2022 zählte das Musikvideo über 64 Millionen Aufrufe bei YouTube.

## Mitwirkende
| Liedproduktion - Christopher Braide: Komponist, Liedtexter - Teemu Brunila: Komponist, Liedtexter - Junkx: Abmischung, Keyboard, Komponist, Liedtexter, Musikproduzent, Programmierung - Robin Schulz: DJ, Keyboard, Komponist, Liedtexter, Musikproduzent, Programmierung - Erika Sirola: Gesang Unternehmen - Clarkmusic: Verlag (Lied 3) - EASYdoesit Production: Filmproduzent (Musikvideo) - Peermusic: Verlag (Lied 3) - Sony/ATV Music Publishing: Verlag (Lied 3) - Tonspiel: Musiklabel - Warner Music: Musiklabel | Musikvideo (Auswahl) - Ayaskant Baral: Kameraassistent - Mario Clement: Regisseur - Maulik Focus: Oberbeleuchter - Karanbir Ghumman: Regieassistent - Phillip Kaminiak: Kameramann - Rohit Mehra: Schauspieler (Rolle: Raahi) - Konstantin Nerger: Filmproduzent - Pratik Punjabi: Regieassistent - Robin Schulz: Schauspieler (Rolle: Chefkoch/Tourist) - Kevin Segler: Schauspieler (Rolle: Kunde) - Lokesh Sharma: Regieassistent - Christoph Szulecki: Filmeditor - Alexandra Tischenko: Schauspielerin (Rolle: Lyla) - Sebastian von Gumpert: Ausführender Produzent |

## Rezensionen
Kat Bein vom US-amerikanischen Billboard-Magazin bezeichnete die Melodie des Stückes als warmen und unscharfen House-Pop, der flüssig und glatt runterginge („Speechless is a warm and fuzzy house-pop tune that goes down smooth and easy“). Bein beschrieb Speechless als leuchtende und sprudelnde Ode an solche Begegnungen („Speechless, is a bright and bubbly ode to such encounters“). Sirola erwecke diese kraftvollen Momente zum Leben, sie verwebe die Details der plötzlichen Romantik mit Charme („Singer Erika Sirola brings those powerful moments to life, weaving the details of sudden romance with charm“).
Katrin Elsner vom deutschen Hörfunksender 1 Live beschrieb Speechless als „sentimental aber nicht negativ“ sowie „mitreißend aber nicht einnehmend“. Speechless sei der richtige Track um ganz allein auf der Tanzfläche zu schweben.

## Kommerzieller Erfolg

### Chartplatzierungen
Speechless erreichte in Deutschland Position sieben der Single Top 100 und konnte sich fünf Wochen in den Top 10 sowie 32 Wochen in den Charts halten. Darüber hinaus platzierte sich die Single an der Chartspitze der offiziellen Dance Top 20. In Österreich erreichte die Single Position acht und hielt sich ebenfalls fünf Wochen unter den Besten zehn und insgesamt 27 Wochen in den Charts. In der Schweiz erreichte Speechless mit Position neun seine höchste Chartnotierung und hielt sich zwei Wochen in den Top 10 sowie 38 Wochen in der Hitparade. In Sirolas Heimat Finnland schaffte die Single mit Position acht ebenfalls den Sprung in die Top 10. 2019 belegte die Single Position 27 der deutschen Single-Jahrescharts. In den deutschen Airplay-Jahrescharts platzierte sich die Single auf Position 13 und war damit nach Narcotic (Younotus, Janieck & Senex) der zweit meistgespielte Titel eines deutschen Interpreten.
Für Schulz als Interpret ist dies der 16. Charterfolg in Deutschland sowie der 15. in der Schweiz und der 14. in Österreich. Es ist je sein neunter Top-10-Erfolg in Deutschland und Österreich sowie sein siebter in der Schweiz. Als Produzent ist es sein 14. Charterfolg in Deutschland sowie jeweils sein 13. in Österreich und der Schweiz. In seiner Autorentätigkeit erreichte Schulz mit Speechless zum 13. Mal die Singlecharts in Deutschland sowie jeweils zum zwölften Mal die Charts in Österreich und der Schweiz. Es ist jeweils sein siebter Top-10-Erfolg als Autor und Produzent in Deutschland und Österreich sowie der fünfte in der Schweiz. Für Sirola ist Speechless in allen drei Ländern sowie in ihrer Heimat Finnland der erste Charterfolg als Interpretin.
Für das Autorenteam Junkx stellt Speechless den 16. Charterfolg in Deutschland, den zwölften in der Schweiz sowie den zehnten Charterfolg in Österreich dar. In Deutschland und Österreich erreichten sie zum fünften Mal die Top 10 sowie zum dritten Mal nach Sugar (Robin Schulz feat. Francesco Yates) und OK (Robin Schulz feat. James Blunt) in der Schweiz. Als Produzententeam ist es ihr 16. Charterfolg in Deutschland, ihr 13. in der Schweiz sowie der elfte in Österreich. In Deutschland und der Schweiz erreichten sie zum sechsten Mal die Top 10, in der Schweiz ebenfalls nach Sugar und OK zum dritten Mal. Braide erreichte als Autor zum elften Mal die deutschen und jeweils zum zehnten Mal die österreichischen und Schweizer Singlecharts. in Deutschland. Österreich und der Schweiz ist es jeweils nach She Wolf (Falling to Pieces) (David Guetta feat. Sia) und Flames (David Guetta & Sia) der dritte Top-10-Hit für Braide. Für Brunila als Autor ist Speechless der sechste Charterfolg in Deutschland sowie jeweils der vierte in Österreich und der Schweiz. In Deutschland und Österreich ist es nach Lifesaver (Sunrise Avenue) sein zweiter Top-10-Erfolg, in der Schweiz sein erster.
| ChartsChartplatzierungen | Höchstplatzierung | Wochen |
| ------------------------ | ----------------- | ------ |
| Deutschland (GfK)        | 7 (32 Wo.)        | 32     |
| Finnland (IFPI)          | 8 (6 Wo.)         | 6      |
| Österreich (Ö3)          | 8 (27 Wo.)        | 27     |
| Schweiz (IFPI)           | 9 (38 Wo.)        | 38     |

| ChartsJahrescharts (2019) | Platzierung |
| ------------------------- | ----------- |
| Deutschland (GfK)         | 27          |

### Auszeichnungen für Musikverkäufe
Im Juni 2020 wurde Speechless in Deutschland mit einer Platin-Schallplatte für 400.000 verkaufte Einheiten ausgezeichnet, darüber hinaus folgten Platinauszeichnungen in Österreich und der Schweiz. Für Schulz ist es die elfte Single in Folge, die mindestens Gold-Status in Deutschland erreichte. Insgesamt ist es die 13. Single von Schulz, die in seiner Heimat zertifiziert wurde. Speechless erhielt weltweit für 975.000 verkaufte Einheiten vier Goldene und acht Platin-Schallplatten.
| Land/Region          | Auszeichnungen für Musikverkäufe (Land/Region, Auszeichnung, Verkäufe) | Verkäufe |
| -------------------- | ---------------------------------------------------------------------- | -------- |
| Australien (ARIA)    | Gold                                                                   | 35.000   |
| Belgien (BRMA)       | Gold                                                                   | 20.000   |
| Deutschland (BVMI)   | Platin                                                                 | 400.000  |
| Frankreich (SNEP)    | Platin                                                                 | 200.000  |
| Italien (FIMI)       | Platin                                                                 | 50.000   |
| Kanada (MC)          | Gold                                                                   | 40.000   |
| Österreich (IFPI)    | Platin                                                                 | 30.000   |
| Polen (ZPAV)         | 3× Platin                                                              | 150.000  |
| Schweiz (IFPI)       | Platin                                                                 | 20.000   |
| Spanien (Promusicae) | Gold                                                                   | 30.000   |
| Insgesamt            | 4× Gold · 8× Platin ·                                                  | 975.000  |

Hauptartikel: Robin Schulz/Auszeichnungen für Musikverkäufe